# Aartsbisdom Cashel en Emly

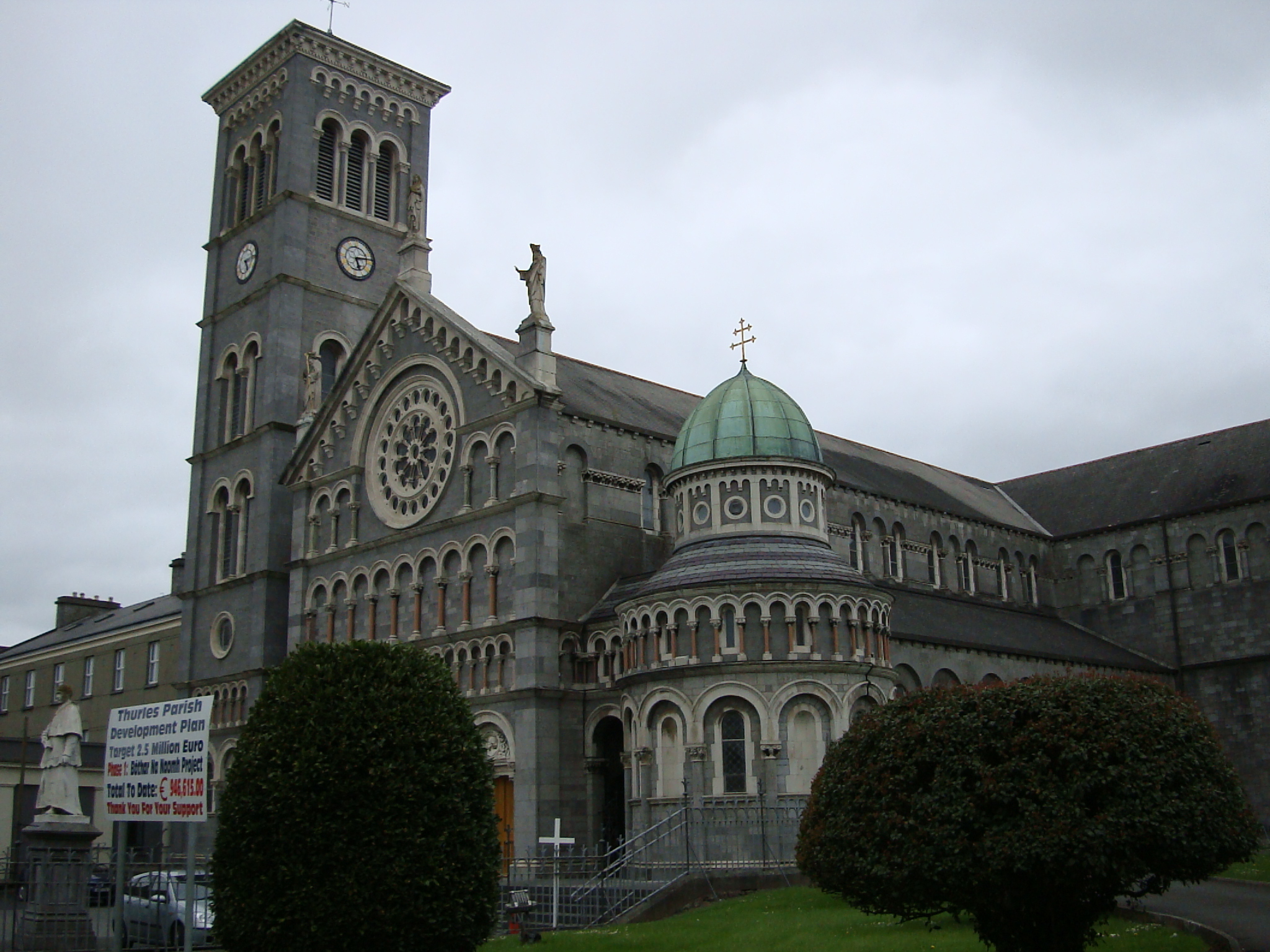
Kathedraal in Thurles

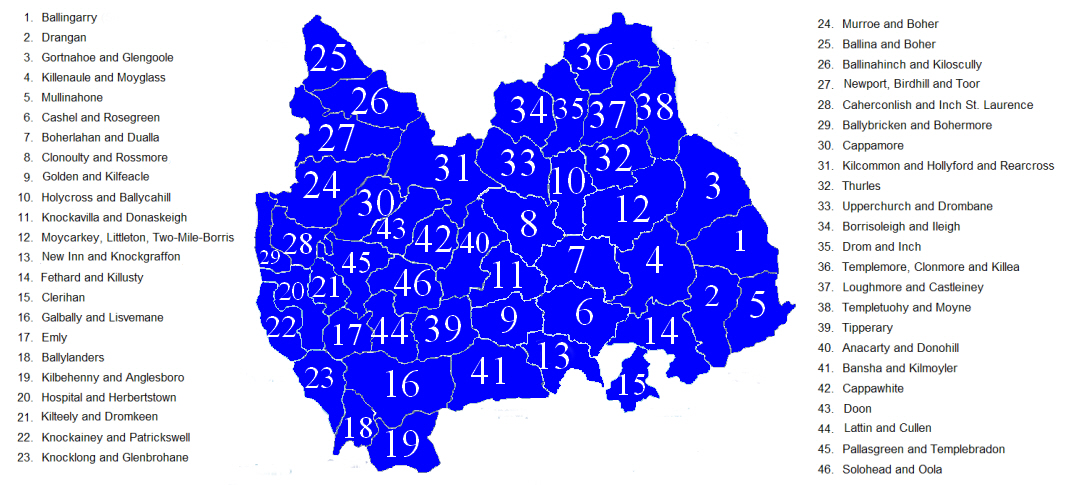
kaart van parochies in Cashel en Emly

Het Aartsbisdom Cashel en Emly (Latijn: Archidioecesis Casheliensis et Emeliensis, Iers: Ard-Deoise Chaisil agus Imligh) is een metropolitaan aartsbisdom van de Rooms-Katholieke Kerk in het zuidwestelijk deel van Ierland. De huidige aartsbisschop is Kieran O’Reilly S.M.A..

## Historie
Het oorspronkelijke bisdom Cashel werd ingesteld door de Synode van Rathbreasail in 1111. In 1139, op verzoek van Malachias ontving de toenmalige bisschop een pallium, wat hem de rang gaf van metropoliet. De formele bevestiging van deze status volgde pas tijdens de synode van Kells in 1152.
De bisdommen Cashel en Emly werden in 1568 in opdracht van het Parlement van Engeland samengevoegd. De Rooms-Katholieke Kerk erkende deze beslissing echter niet, zodat deze beslissing alleen effect had op de indeling van de Church of Ireland. Pas in 1718, 67 jaar na de ophanging van bisschop Terence Albert O'Brien (in 1992 zalig verklaard als martelaar), werd het gebied van het bisdom Emly naar kerkelijk recht ondergebracht bij het aartsbisdom Cashel. Er werden echter geen nieuwe bisschoppen van Emly meer benoemd. Op 26 januari 2015 werd het bisdom Emly opgeheven; de naam van het aartsbisdom werd gewijzigd in Cashel en Emly.

## Samenstelling
Na het besluit van de synode van Kells bestond het aartsbisdom uit de volgende bisdommen:
- Ardfert
- Cashel
- Cloyne
- Cork
- Emly
- Kilfenora
- Killaloe
- Limerick
- Lismore
- Roscrea
- Ross
- Scattery Island
- Waterford

Tegenwoordig bestaat de kerkprovincie uit:
Aartsbisdom
1. Metropolitaan aartsbisdom Cashel en Emly

Suffragaan bisdom
- Bisdom Cloyne
- Bisdom Cork en Ross
- Bisdom Kerry
- Bisdom Killaloe
- Bisdom Limerick
- Bisdom Waterford en Lismore

Formeel maakt ook het bisdom Kilfenora nog deel uit van het aartsbisdom, maar in de praktijk is de Bisschop van Galway de beheerder van dit voormalige bisdom.
Het bisdom Scattery Island is nu een titulair bisdom onder de naam Bisdom van Inis Cathaig en valt niet meer onder het aartsbisdom.

## Parochies

### Voormalige bisdom Cashel
- Anacarty en Donohill
- Ballinahinch en Killoscully
- Ballingarry
- Ballina en Boher
- Bansha en Kilmoyler
- Boherlahan en Dualla
- Borrisoleigh en Ileigh
- Cashel en Rosegreen
- Clerihan
- Clonoulty en Rossmore
- Drangan en Cloneen
- Drom en Inch
- Fethard en Killusty
- Golden en Kilfeacle

- Gortnahoe en Glengoole
- Holycross en Ballycahill
- Kilcommon (zonder Hollyford)
- Killenaule en Moyglass
- Knockavilla en Donaskeigh
- Loughmore en Castleiney
- Moycarkey en Two-Mile-Borris
- Moyne en Templetouhy
- Mullinahone
- New Inn en Knockgraffon
- Newport en Birdhill
- Templemore, Clonmore en Killea
- Thurles
- Upperchurch en Drombane

### Voormalige bisdom Emly
- Ballybricken en Bohermore
- Ballylanders
- Caherconlish en Inch St. Laurence
- Cappamore
- Cappawhite
- Doon
- Emly
- Hollyford
- Galbally en Aherlow

- Hospital en Herbertstown
- Kilbehenny en Anglesboro
- Kilteely en Dromkeen
- Knockaney en Patrickswell
- Knocklong en Glenbrohane
- Lattin en Cullen
- Murroe en Boher
- Pallasgrean en Templebraden
- Solohead en Oola
- Tipperary